# 에린 거 브라흐

산파트리치오 대대의 기.

에린 거 브라흐(아일랜드어: Éirinn go Brách [- ɡə brɑːx])는 "에린-아일랜드여 영원히"라는 뜻의 아일랜드어 문구이다. 영어식으로 변형되어 에린 거 브라(영어: Erin go Bragh [ˌɛrɪn ɡə ˈbrɑː][*])라고도 읽는다.
유사한 것으로 "스코틀랜드여 영원히"라는 뜻의 알러퍼 커 프라흐(스코틀랜드 게일어: Alba gu bràth [ˈal̪ˠapə kə ˈpɾaːx])가 있다.